# توماس غونزاليس (لاعب جمباز فني)
توماس غونزاليس (بالإسبانية: Tomás González)‏ هو لاعب جمباز فني تشيلي، ولد في 22 نوفمبر 1985 في سانتياغو في تشيلي.

## وصلات خارجية
- توماس غونزاليس على موقع الاتحاد الدولي للجمباز (licence) (الإنجليزية)
- توماس غونزاليس على موقع الاتحاد الدولي للجمباز (biography) (الإنجليزية)
- توماس غونزاليس على موقع اللجنة الأولمبية الدولية (الإنجليزية)
- توماس غونزاليس على موقع أوليمبيديا (الإنجليزية)